# Sbohem, Tvá Máňa
Sbohem, Tvá Máňa je název prvního alba popového dua Těžkej Pokondr. Bylo vydáno v roce 1996 v České republice a na Slovensku pod značkou BMG Ariola. Prodáno bylo kolem 17 500 kusů nosičů a kapela za toto album získala nominaci na cenu Gramy v kategorii Objev roku. 

## Seznam skladeb
| Pořadí | Název                                                                        | Hudba                                              | Text                          | Délka |
| ------ | ---------------------------------------------------------------------------- | -------------------------------------------------- | ----------------------------- | ----- |
| 1.     | Šopák (originál: Gazebo – I Like Chopin)                                     | Pierluigi Giombini                                 | Lou Fanánek Hagen             | 3:53  |
| 2.     | Včera jsem se vdala (originál: Righeira – Vamos a la Playa)                  | Angelo la Bionda, Carmelo la Bionda, Stefano Righi | Roman Ondráček, Miloš Pokorný | 3:10  |
| 3.     | Rakeťák (originál: KC & The Sunshine Band – Give It Up)                      | Harry Wayne Casey                                  | Roman Ondráček, Miloš Pokorný | 4:50  |
| 4.     | Dealer (inspirováno: Michael Jackson – Thriller)                             | Rod Temperton                                      | Ondřej Hejma                  | 4:13  |
| 5.     | Tarzan (originál: Baltimora – Tarzan Boy)                                    | Maurizio Bassi                                     | Lou Fanánek Hagen             | 3:50  |
| 6.     | Skaut (inspirováno: Tears for Fears – Shout)                                 | Roland Orzabal, Ian Stanley                        | Lou Fanánek Hagen             | 4:20  |
| 7.     | Žeton (originál: Jane Birkin & Serge Gainsbourg – Je t'aime... moi non plus) | Serge Gainsbourg                                   | Lou Fanánek Hagen             | 4:51  |
| 8.     | Rikatádo (inspirováno: K.T.O. – Rikatádo)                                    | Bob Hurikán                                        | Bob Hurikán                   | 3:49  |
| 9.     | Saša jede (originál: Laid Back – Sunshine Reggae)                            | Tim Stahl, John Guldberg                           | Ondřej Hejma                  | 3:53  |
| 10.    | Já ti jednu fláknu (originál: Queen – We Will Rock You)                      | Brian May                                          | Ondřej Hejma                  | 2:01  |

## Sestava při nahrávání
- Roman Ondráček – vokály
- Miloš Pokorný – vokály
- Jiří Langmajer – doprovodné vokály
- Petr Kolář – doprovodné vokály
- Markéta Lipšová – doprovodné vokály
- Naďa Wepperová – doprovodné vokály
- Roman Holý – produkce
- Ladislav Fila – zvuková režie
- Dan Čámský – bicí
- Jan Militký – kytara
- Luděk Boura, Petr Valášek – klarinet
- Filip Jelínek – pozoun
- Jaroslav Halíř, Radek Němec, Michal Němec – trubka
- Martin Svoboda – tuba
- Pavel Čížek, Petr Mráz – baskřídlo[2]